# Serpentisaccus magnificus
Serpentisaccus magnificus is een eenoogkreeftjessoort uit de familie van de Pennellidae. De wetenschappelijke naam van de soort is voor het eerst geldig gepubliceerd in 1979 door Blasiola.